# Zermizinga sinuata
Espèce
Synonymes
- Mnesigea sinuata Warren, 1897[1]

Zermizinga sinuata est une espèce d'insectes lépidoptères de la famille des Geometridae qui vit en Australie.

## Publication originale
(en) William Warren (en), « New Genera and Species of Moths from the Old-World Regions », Novitates zoologicae : a journal of zoology in connection with the Tring Museum., vol. 4,‎ 1897, p. 12-178 (lire en ligne, consulté le 23 mars 2019). 